# Niedereisenhausen
Niedereisenhausen is een plaats in de Duitse gemeente Steffenberg, deelstaat Hessen en telt 1345 inwoners (2005).